# Lajos Pápai

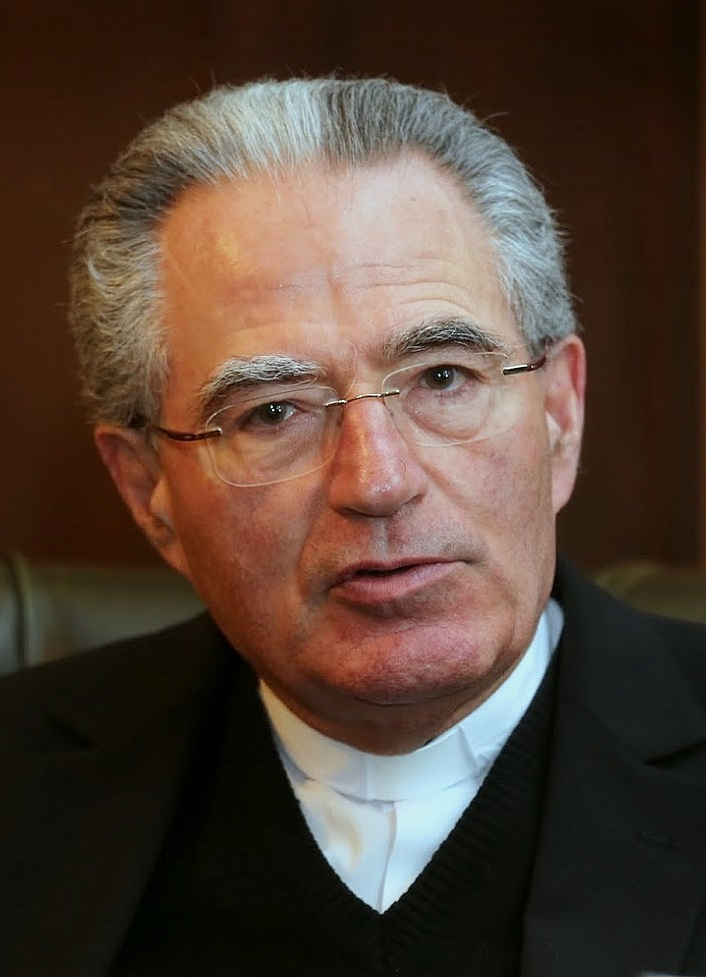
Lajos Pápai

Lajos Pápai (* 6. September 1940 in Győr) ist ein ungarischer römisch-katholischer Geistlicher und emeritierter Bischof von Győr.

## Leben
Lajos Pápai empfing am 13. Juni 1963 die Priesterweihe für das Bistum Győr.
Papst Johannes Paul II. ernannte ihn am 18. März 1991 zum Bischof von Győr. Der Erzbischof von Esztergom und Primas von Ungarn, Kardinal László  Paskai, spendete ihm am 27. April desselben Jahres die Bischofsweihe; Mitkonsekratoren waren sein Amtsvorgänger, Bischof Kornél Pataky, und Bischof József Szendi von Veszprém.
Papst Franziskus nahm am 17. Mai 2016 seinen altersbedingten Rücktritt an.

## Ehrungen und Auszeichnungen
- Ehrenbürger von Győr (2013)[2]